# Săvădisla
Săvădisla es una comuna Rumania, en el distrito de Cluj. Su población en el censo de 2002 era de 4.497 habitantes.
- Datos: Q12725199

1. ↑  Worldpostalcodes.org,código postal n.º 407505.